# Dicionário Onomástico Etimológico da Língua Portuguesa
O Dicionário Onomástico Etimológico da Língua Portuguesa, da autoria do  filólogo, lexicógrafo e arabista José Pedro Machado, é a maior obra prescritiva da onomástica da língua portuguesa.
Editado pela primeira vez em 1981, foi reeditado em 1993 e em 2003.